# Laszlo Kornitzer
Laszlo Kornitzer (auch Lacy Kornitzer, geboren 1957 in Budapest) ist ein ungarischer literarischer Übersetzer.

## Leben
Laszlo Kornitzer floh mit  zwanzig Jahren aus dem kommunistischen Ungarn und arbeitet seither in Berlin. Er dreht Kurzfilme, veröffentlicht Essays und inszenierte 2006 die Erzählung  Verwischte Spuren von Péter Nádas in Berlin. Kornitzer übersetzte aus dem Ungarischen ins Deutsche unter anderem Werke von Attila Bartis, Szilárd Borbély, György Dragomán, Imre Kertész, Péter Nádas, István Örkény, Alaine Polcz und László Végel.

## Schriften
- Peter Zwey: Laszlo Kornitzer: „Ihr Programm heißt Destruktivität“. Über Ungarns Rechte und die politische Kultur. Interview, in: Osteuropa, 6/2010,  S. 19–30
- Über Destruktivität. Eine essayistische Einmischung in die inneren Angelegenheiten Ungarns, Berlin: suhrkamp 2022.